# Rubus ferdinandimuelleri
Rubus ferdinandimuelleri es una especie de planta del género Rubus, perteneciente a la familia Rosaceae.

## Taxonomía
Rubus ferdinandimuelleri fue descrita por Wilhelm Olbers Focke en 1895.

## Distribución
Se encuentra en el territorio de Nueva Guinea.